# Sinh Tồn (xã)
Sinh Tồn là một xã thuộc huyện Trường Sa, tỉnh Khánh Hòa, Việt Nam.

## Địa lý
Xã Sinh Tồn thuộc Quần đảo Trường Sa. Xã gồm các đảo của cụm Sinh Tồn và cụm Nam Yết như Sinh Tồn, Sinh Tồn Đông, Sơn Ca, Nam Yết cũng như một số đảo, bãi đá san hô, bãi ngầm phụ cận.
Xã đảo cách đất liền Việt Nam 320 hải lý. Cách đảo Gạc Ma vài hải lý, nơi từng xảy ra Hải chiến Trường Sa 1988 giữa Việt Nam và Trung Quốc.

## Lịch sử
Đảo Sinh Tồn là một trong năm đảo của quần đảo Trường Sa mà Hải quân Nhân dân Việt Nam tiếp quản từ Hải quân Việt Nam Cộng hòa ngày 28 tháng 4 năm 1975.
Tháng 2 năm 1978, Philippines đưa quân chiếm đóng đá An Nhơn, đồng thời tăng cường các hoạt động thăm dò, trinh sát quanh khu vực do Việt Nam đang kiểm soát. Trước tình hình này, ngày 15 tháng 3 năm 1978, tàu 679 của Hải đoàn 128 đưa một lực lượng hải quân của Việt Nam ra đổ bộ đóng trên đảo Sinh Tồn Đông.
Trong thời gian tiến hành chiến dịch Chủ quyền-88, Việt Nam đã cho đóng quân trên số đảo khác trong cụm Sinh Tồn và cụm Nam Yết.
Ngày 11 tháng 4 năm 2007, Chính phủ ban hành Nghị định 65/2007/NĐ-CP. Theo đó, thành lập xã Sinh Tồn thuộc huyện Trường Sa trên cơ sở đảo Sinh Tồn và các đảo, đá, bãi phụ cận.

## Các đảo/đá trực thuộc
| STT | Tên đảo/đá    | Chiếm đóng                                                                                            | Diện tích (km²) | Dân số (người) | Ghi chú                                                                         | Hình ảnh    |
| --- | ------------- | --- | --------------- | -------------- | ------------------------------------------------------------------------------- | ----------- |
| 1   | Sinh Tồn      | Việt Nam Cộng hòa đóng quân: tháng 02, 1974 Việt Nam Dân chủ Cộng hòa tiếp quản: 28 tháng 04, 1975    | 13 ha           | 31             | Cách đất liền Việt Nam 320 hải lý Cách đá Gạc Ma vài hải lý                     | không khung |
| 2   | Sinh Tồn Đông | 15 tháng 03, 1978                                                                                     | 9 ha            |                | Cách đảo Sinh Tồn 15 hải lý                                                     | không khung |
| 3   | Cô Lin        | 14 tháng 03, 1988                                                                                     |                 |                | Cách đảo Sinh Tồn 9 hải lý Cách đá Gạc Ma 1,9 hải lý Cách đá Len Đao 6,8 hải lý | không khung |
| 4   | Len Đao       | 14 tháng 03, 1988                                                                                     |                 |                | Cách đá Gạc Ma 5,5 hải lý Cách đảo Sinh Tồn 6,5 hải lý                          | không khung |
| 5   | Đá Lớn        | 20 tháng 02, 1988                                                                                     | 75 ha           |                | Cách đảo Nam Yết 28 hải lý                                                      | không khung |
| 6   | Núi Thị       | 15 tháng 03, 1988                                                                                     |                 |                | Cách đảo Sơn Ca 6 hải lý                                                        | không khung |
| 7   | Nam Yết       | Việt Nam Cộng hòa đóng quân: tháng 08, 1973 Việt Nam Dân chủ Cộng hòa tiếp quản: 27 tháng 04, 1975    | 70 ha           |                | Cách đảo Ba Bình 11 hải lý Cách đá Ga Ven 7 hải lý Cách đảo Sinh Tồn 33 km      | không khung |
| 8   | Sơn Ca        | Việt Nam Cộng hòa đóng quân: 02 tháng 02, 1974 Việt Nam Dân chủ Cộng hòa tiếp quản: 25 tháng 04, 1975 | 40 ha           |                | Cách đảo Ba Bình 6,2 hải lý Cách Cảng Cam Ranh 331 hải lý                       | không khung |

## Công trình trên xã
- Hành chính:

Trụ sở UBND Xã Sinh Tồn (Đảo Sinh Tồn)
- Văn hóa - Giáo dục:

Trường tiểu học Sinh Tồn (Đảo Sinh Tồn)

Chùa Sinh Tồn (Đảo Sinh Tồn)

Chùa Sinh Tồn Đông (Đảo Sinh Tồn Đông)

Chùa Nam Huyên (Đảo Nam Yết)

Chùa Sơn Linh (Đảo Sơn Ca)

Công viên Đại tướng Võ Nguyên Giáp (Đảo Sơn Ca)

Bưu điện văn hóa xã Sinh Tồn (Đảo Sinh Tồn) 

Trung tâm văn hóa Nam Yết (Đảo Nam Yết) 
- Hải đăng:

Hải đăng Sinh Tồn (Đảo Sinh Tồn)

Hải đăng Nam Yết (Đảo Nam Yết)

Hải đăng Sơn Ca (Đảo Sơn Ca)